# Kunstkast

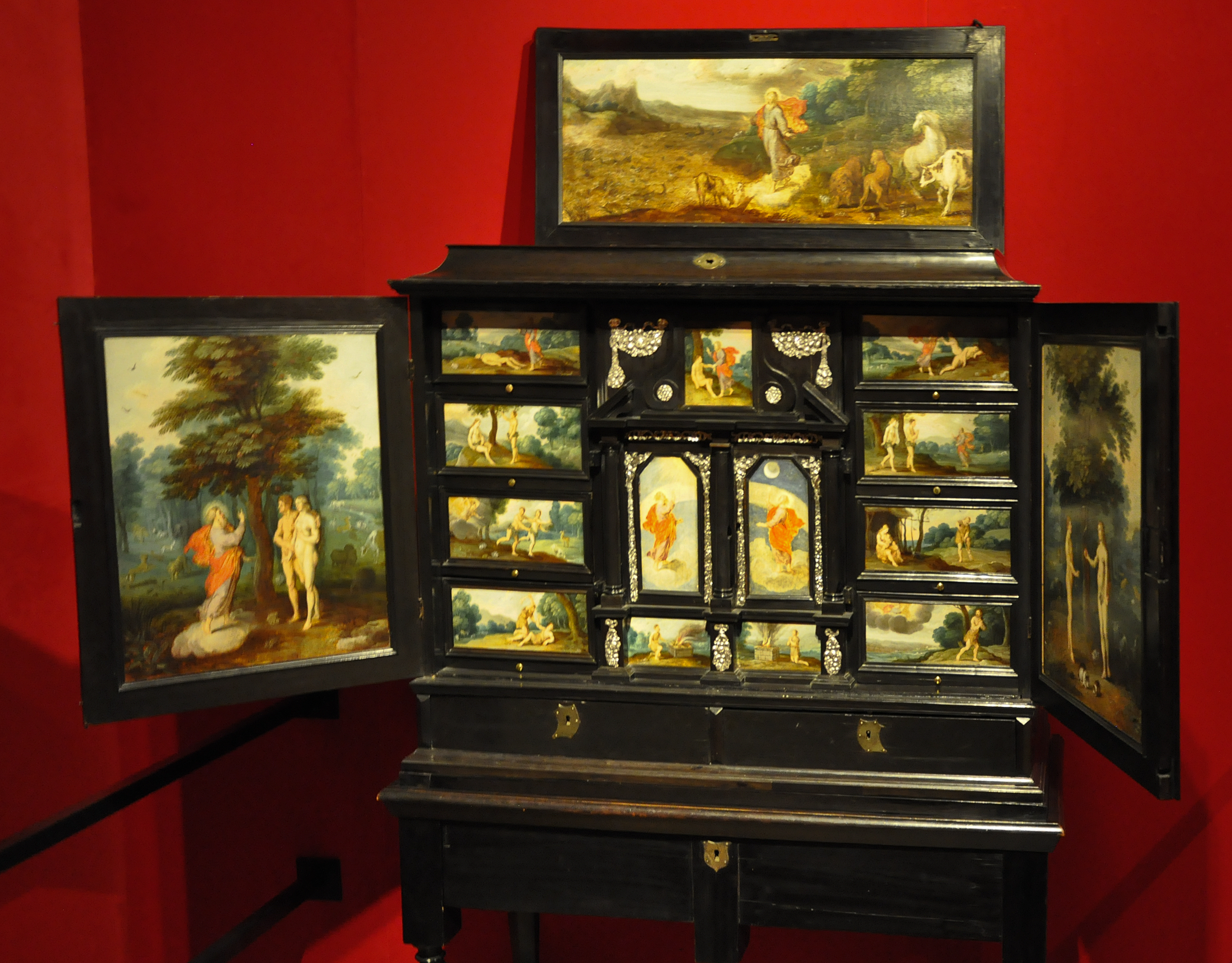
Een kunstkast met schilderijtjes van Frans Francken II in het Museum aan de Stroom, Antwerpen.

Een kunstkast is een kast of bureau met laden waarin verzamelaars van kunstvoorwerpen of rariteiten uit met name de zeventiende en achttiende eeuw hun kostbaarheden konden opbergen. Niet zelden waren deze kasten voorzien van geheime opbergladen en fraai versierde fronten, waarin de verzamelaars zaken opsloegen als munten, fossielen, edelstenen of artefacten. De kasten werden gewoonlijk uitgevoerd in degelijke houtsoorten als eikenhout of het kostbare ebbenhout of belijmd met bijvoorbeeld olijfhout of notenhout. Ook ivoor en kantwerk werden toegepast.
De opbergkastjes en -laden werden veelal voorzien van miniatuurschilderingen met Bijbelse, historische of mythologische motieven of met op klein formaat uitgevoerde kopieën van bekende meesters als bijvoorbeeld Rubens. Antwerpen was in de zeventiende eeuw een toonaangevend centrum voor de vervaardiging van kunstkasten. Diverse kunstenaars specialiseerden zich in het beschilderen van de kasten, zoals Michiel II Coignet en Frans Francken (II).